# Miranda (televisieserie)
Miranda is een Britse komische televisieserie van de BBC die werd bedacht door Miranda Hart, die tevens de titelrol speelt. Het feuilleton is gebaseerd op Miranda's gedeeltelijk biografische geschriften en de hieruit voortgevloeide radioreeks Miranda Hart's Joke Shop. De serie heeft veel positieve kritiek gekregen en Miranda Hart won in 2009 de Royal Television Society als beste actrice in de categorie 'comedy'. De serie begon op 9 november 2009 op BBC Two. Vanaf het derde seizoen, dat op 26 december 2012 begon, werd de serie uitgezonden op BBC One. In oktober 2014 maakte Miranda bekend dat de serie na twee specials definitief beëindigd zou worden. Op 1 januari 2015 werd de allerlaatste aflevering uitgezonden.
De reeks loopt sinds 1 januari 2011 op de Vlaamse zender één; in Nederland wordt ze sinds 17 juni van dat jaar uitgezonden door de NTR op Nederland 3.

## Achtergrond
Miranda (Miranda Hart) is 1,85 m groot en redelijk struis gebouwd. Hierdoor spreken veel mensen haar aan met "meneer". Sinds de kostschool heeft ze nooit ergens echt bij gehoord. Ze vermijdt sociale contacten en mannen. Haar moeder Penny is telkens teleurgesteld in haar en wil dat ze een goede baan en man vindt. Hoewel Miranda haar eigen winkel in fopartikelen heeft, is ze niet bekwaam. Daarom is haar schoolvriendin Stevie (Sarah Hadland) eerder de manager van de zaak. Het nabijgelegen restaurant wordt uitgebaat door kok Gary (Tom Ellis), op wie Miranda heimelijk een oogje heeft, en ober Clive (James Holmes).

## Montage
De montage van de serie verloopt in twee te onderscheiden delen. Enerzijds is er het verhaal dat wordt getoond zoals in bijna elke andere sitcom. Daarnaast zijn er nog Miranda's doorlopende gedachten. Zij zegt deze tijdens het verhaal hardop en spreekt dan rechtstreeks in de camera op een ietwat andere toon.

## Rolverdeling

### Vaste personages
| Acteur         | Personage       | Opmerkingen                                                            |
| -------------- | --------------- | ---------------------------------------------------------------------- |
| Miranda Hart   | Miranda Preston | Hoofdpersonage                                                         |
| Tom Ellis      | Gary Preston    | Miranda's eeuwige liefde                                               |
| Patricia Hodge | Penny           | Miranda's bemoeizieke moeder                                           |
| Sarah Hadland  | Stevie Sutton   | Manager van Miranda's Joke Shop en tevens ook Miranda's beste vriendin |
| Sally Phillips | Tilly           | Oude schoolvriendin van Miranda                                        |